# Wanad
Wanad (V, łac. vanadium) – pierwiastek chemiczny z grupy metali przejściowych.
Ma 11 izotopów z przedziału mas 44–55 oraz izomery jądrowe 50m i 52m. Trwały jest tylko izotop 51. W skorupie ziemskiej jest go 160 ppm, w postaci minerałów: patronitu (VS
4), karnotytu i wanadynitu.
Został odkryty po raz pierwszy w 1801 roku przez Andresa Manuela del Rio i później w 1830 roku przez Nilsa Gabriela Sefströma, który nadał mu obecną nazwę na cześć skandynawskiej bogini Vanadis.

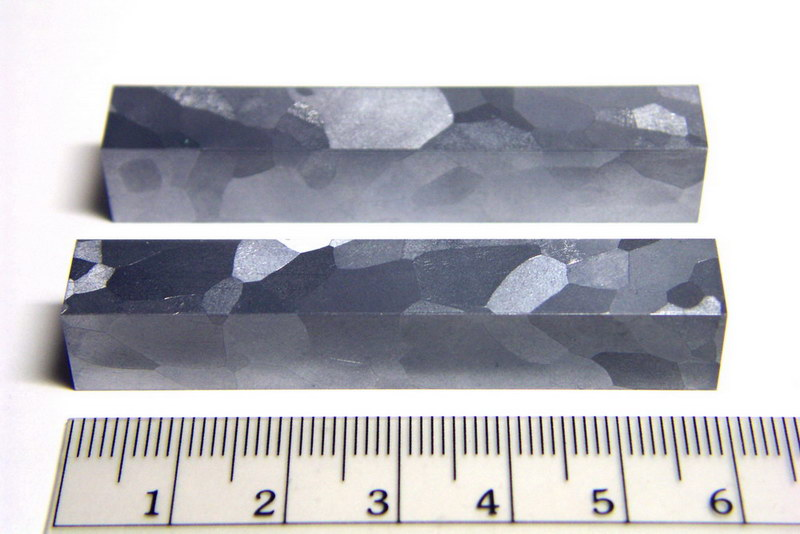
Sztabki wanadu o czystości 99,95% przetopione strumieniem elektronów i wytrawione powierzchniowo dla uwidocznienia struktury

Ze względu na małe zasoby rud i użyteczność wojskową stanowi jeden z materiałów strategicznych.

## Własności
Jest lśniącym, srebrzystym metalem o słabych własnościach mechanicznych. W stanie czystym kowalny i ciągliwy, staje się kruchy powyżej 300 °C.
Tworzy tlenki o stopniach utlenienia od I do V, o różnej strukturze krystalicznej przy tym samym składzie pierwiastkowym. Jest odporny na działanie wody, zasad, rozcieńczonych roztworów kwasów azotowego i siarkowego. Roztwarza się w wodzie królewskiej, kwasie fluorowodorowym i stężonym siarkowym. Wanad ma właściwości paramagnetyczne oraz wykazuje nadprzewodnictwo niskotemperaturowe.

## Zastosowanie
- Katalizatory (przede wszystkim V
2O
5 na nośnikach) reakcji utleniania w przemysłowej chemii organicznej, np. utlenianie etylenu do etanolu, oraz w technologii nieorganicznej, np. utlenianie SO
2 do SO
3. Inne zastosowania to konwersja propanu i propenu do kwasu akrylowego[5][6], konwersja alkoholu benzylowego do kwasu benzoesowego[7], oksydacyjne odwodornienie butanu[8], utlenianie butanu do bezwodnika maleinowego[9]. Stosowany jest także do selektywnej katalitycznej redukcji NOx amoniakiem[10]. BiVO
4 można wykorzystać do elektrochemicznej syntezy H
2O
2[11].
- Stosowany jako dodatek do stali poprawiający odporność na ścieranie i pękanie (np. silniki spalinowe, stal narzędziowa)[12].
- Produkcja cermetali.
- Materiał konstrukcyjny reaktorów jądrowych.
- Znacznik promieniotwórczy – sztuczny izotop 48
V otrzymywany w reakcjach 50
Cr(d,α)48
V i 47
Ti(d,n)48
V.

## Otrzymywanie
Metody otrzymywania wanadu metalicznego:
- redukcja tlenku V
2O wapniem,
- redukcja chlorku VCl
3 magnezem,
- redukcja tlenku V
2O
3 węglem,
- cieplna dysocjacja jodku VI
3 (najczystszy).

## Znaczenie biologiczne
Wanad znajduje się w otoczeniu i pożywieniu człowieka. Przypuszczalnie jest niezbędnym mikroelementem. Ocenia się, że dobowe spożycie wanadu wynosi 10–60 mikrogramów, a zalecane dzienne spożycie 10 mikrogramów. Nie stwierdza się niedoborów wanadu u prawidłowo odżywiających się osób.
Zdarzają się przemysłowe i środowiskowe zatrucia wanadem, najważniejszy efekt to uszkodzenie nerek, podrażnienie błon śluzowych układu oddechowego i pokarmowego.
Suplementacja stosowana przez kulturystów (do 60 miligramów wanadu) nie ma uzasadnienia i może być szkodliwa. Wanad jest pierwiastkiem znajdującym się w centrach aktywnych enzymów przemiany glukozy i innych węglowodanów.